# Fastnachtsmuseum Narrenburg

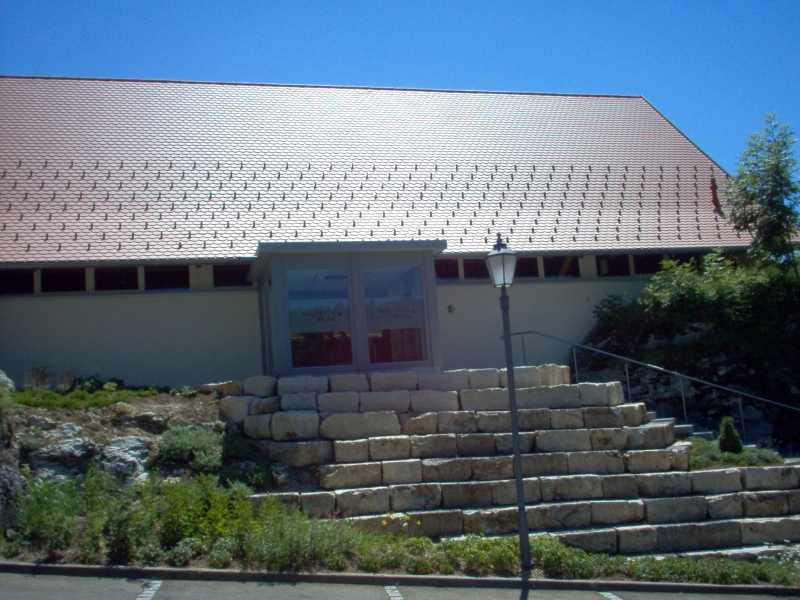
Die Hettinger Narrenburg

Das Fastnachtsmuseum Narrenburg liegt beim Schloss Hettingen in Hettingen im Landkreis Sigmaringen in Baden-Württemberg. Das Gebäude des Museums wurde auf den Resten der zum Schloss gehörenden Zehntscheuer erbaut, von welcher noch die Außenmauern vorhanden waren. Dort werden europäische Fastnachts-, Faschings- und Karnevalsbräuche vorgestellt. In der unteren Etage ist eine Ausstellung über die Fastnacht in der Region Alb-Lauchert zu sehen, darüber hinaus werden Sonderausstellungen zu verwandten Themen präsentiert.

## Museum
Die Idee zur Einrichtung kam vom Alb-Lauchert-Narrenring (ALN). Nach etwa zweieinhalbjähriger Bauzeit wurde das Museum im September 2006 eröffnet. Beteiligt sind zwischenzeitlich 15 Zünfte des Narrenrings. Der Museumsrat, besteht aus acht Personen, die für die Pflege der ausgestellten Figuren, für die Weiterentwicklung und für die Prganisations von Sonderausstellungen verantwortlich. Federführend ist der amtierende Präsident des Narrenrings.
Neben der Fastnacht in der Region Alb-Lauchert werden hier, als Schwerpunkt, Fastnachtsbräuche aus ganz Europa vorgestellt. Mit modernen Mitteln wird hier nicht nur dokumentiert, es wird auch ein tieferer Einblick in den Sinn und Hintergrund dieses Phänomens gegeben. In wechselnden Sonderausstellungen werden unterschiedliche Themen beleuchtet, die sich mit Bräuchen, Kunst, Fastnacht, Fasching und Karneval beschäftigen.
Im Rahmen der europäischen Integration will das Museum auch über nationale Grenzen hinweg Gemeinsamkeiten und Unterschiede zwischen den Kulturen darstellen. Dabei wird Europa nicht nur als historisches Phänomen betrachtet, sondern auch als lebendiger Kulturraum, der trotz Traditionen ständigen Veränderungen unterliegt.
Unter anderem sind Schweizer Fastnachtsbräuche in der ständigen Ausstellung zu sehen. Hier werden beispielsweise die Lötschentaler Tschäggättä, die Basler Fasnacht und die Laufenburger Narrone vorgestellt. Aus Tirol sind das Nassereither Schellerlaufen und das Imster Schemenlaufen in der Ausstellung vertreten. Der Karneval in Venedig und andere italienische Fastnachts- und Karnevalsformen bilden einen weiteren Aspekt der Ausstellung. Aber auch Fastnachtsbräuche aus Osteuropa, Frankreich, Spanien, den Niederlanden, Griechenland und Belgien können im Museum entdeckt werden.
Natürlich werden auch deutsche Fastnachtsbräuche vorgestellt, etwa der Mittenwalder Fasching und die schwäbisch-alemannische Fastnacht mit den Elzacher Schuttigs, dem Donaueschinger Hansel, dem Endinger Jokili und vielen anderen historischen Fastnachtsgestalten.

## Sonderausstellungen
Von 7. März bis 14. November 2011 widmet sich in der Narrenburg eine Sonderausstellung dem „Venezianischen Karnival“.

2010 fand die Sonderausstellung mit dem Thema „Plätzle-, Fleckle-, Spättleshäs“, also besonderen, historisch recht alten Ausprägungen des Fasnetshäs statt. Dabei wurden die Kostüme von über 30 Narrenzünften ausgestellt.

Zuvor fanden unter anderem bereits weitere Sonderausstellungen statt: Zwischen Februar und Oktober 2008 beleuchtete das Museum unter dem Titel „Der Bär tanzt“, wie Tiere zum Thema der Fasnacht wurden und welche Rolle sie im Brauchtum spielen. Im Herbst 2009 war die „Miniaturausstellung Metzler“ in der Narrenburg zu sehen, die aus 145 jeweils etwa 50 cm großen Puppen einer regionalen Künstlerin bestand, welche in originalgetreu nachgebildeten Kostümen der regionalen Zünfte gekleidet sind.
Viel beachtet wurde auch eine Hexenausstellung mit Hexen aus der näheren und weiteren Umgebung im Jahr 2009. Eine weitere Ausstellung zeigte von Schülern des Landkreises Sigmaringen gestaltete Masken.